# Blue Sky Black Death
Blue Sky Black Death, également abrégé BSBD, est un duo de producteurs, originaire de San Francisco en Californie, composé de Kingston (Kingston Maguire) et Young God (Ian Taggart). Leur nom est tiré de l'argot du parachutisme.

## Biographie

### Débuts et lancement
Kingston et Young God se rencontrent et commencent à collaborer en 2003. Young God, sous le nom de Rev. Left, se lance dans la création de beats sur lesquels rapper, mais abandonne le rap et se lance exclusivement à la production en 2000. Kingston, sous le nom d'Orphan, se lance dans une carrière solo en collaborant avec le rappeur Noah23 et le collectif Plague Language,,, (dans lequel Young God contribue à la production). Kingston produit entièrement le premier album de Noah23, Cytoplasm Pixel publié en 1999, et les deux deviennent de proches collaborateurs pour la publication de l'album Jupiter Sajitarius en 2004, après quoi ils se séparent. La même année, Kingston travaille au label Omnipotent Records. Il contribue à plusieurs chansons d'Jus Allah sur son premier album All Fates Have Changed, prévu chez Omnipotent plus tard annulé. Les chansons Vengeance et Drill Sergeant sont publiées sur la mixtape Dirtnap de BSBD.
Le duo, collaborant initialement sous le nom de Torso, signe son premier contrat au label Mush Records en 2005, et y publie un premier double-album. Pendant la production de l'album, le duo avait adopté son nom actuel. L'album, A Heap of Broken Images, est publié le 23 juin 2006. Il fait participer Rob Sonic, Mike Ladd, Jus Allah, Sabac Red, Wise Intelligent, A-Plus, Pep Love, Chief Kamachi, Myka 9, Virtuoso, Awol One et Holocaust. L'album est bien accueilli par la presse spécialisée telle que Vapors, Word, Mean Street, UK Hip Hop et AllMusic, et amène le duo dans le classement des Next 100 au magazine URB. À cette période, le duo achève un projet collaboratif  avec Ceschi Ramos intitulé Deadpan Darling, qui ne sera jamais publié à cause de la pertes des données.

### Succès
Après le double album A Heap of Broken Images , publié sur Mush Records (en) en 2006 comprenant des featurings de Jus Allah, Guru, Mike Ladd, Mikah 9 et Awol One notamment, le duo signe chez Babygrande Records et sort deux albums en 2006 et 2007 Blue Sky Black Death presents: The Holocaust et Razah's Ladder en collaboration respective avec The Holocaust, du groupe Black Knights, et Hell Razah, du groupe Sunz of Man. Mi-2008 sort leur premier album instrumental Late Night Cinema, puis The Evil Jeanius et Slow Burning Lights en collaboration respective avec Jean Grae et Yes Alexander, du groupe The Casual Lust. Ils produisent la même année la quasi-totalité de l'album Heads Will Roll de Gutta édité par Babygrande Records en 2008. En 2009, leur label sort une compilation, The Indie Rock Essentials. L'année suivante ils signent une collaboration avec Alexander Chen de Boy in Static (en) sur le label Fake Four Inc (en). En 2011, Blue Sky Black Death publie un nouvel album, Noir, sur Fake Four Inc. Le duo publie aussi For the Glory, un album collaboratif avec le rappeur Nacho Picasso, la même année. Deux autres albums collaboratifs avec Nacho Picasso, Lord of the Fly et Exalted, sont publiés en 2012.
Une suite avec Yes Alexander intitulée World Wide Romance est prévue pour 2013. Le premier single de l'album Heart Attack est publié en 2010, mais l'album ne sortira pas. En mai 2013, BSBD publie un single intitulé Valley of Kings en featuring avec Cam'ron, SAS et N.O.R.E.. Le 14 février 2014, Blue Sky Black Death publie un remix non officiel du single Pyramids de Frank Ocean.

## Discographie

### Albums studio
- 2006 : A Heap of Broken Images
- 2006 : Blue Sky Black Death Presents: The Holocaust
- 2007 : Razah's Ladder
- 2008 : Late Night Cinema
- 2008 : The Evil Jeanius
- 2008 : Slow Burning Lights
- 2009 : The Indie Rock Essentials
- 2010 : Third Party
- 2011 : Noir
- 2013 : Glaciers

### Collaborations
- 2011 : For The Glory (Blue Sky Black Death and Nacho Picasso)
- 2012 : Lord of The Fly (Blue Sky Black Death and Nacho Picasso)
- 2012 : Exalted (Blue Sky Black Death and Nacho Picasso)